# Lolland
Lolland (in passato chiamata anche Laaland, in italiano Lalandia) è la quarta più grande isola della Danimarca e si estende su di un'area di 1243 km². Si trova nel Mar Baltico.
L'isola è in pratica completamente pianeggiante e il suo rilievo più elevato - che si trova nei pressi del paese di Horslunde - è alto 25 metri su livello del mare: durante la seconda guerra mondiale ricoprì comunque un ruolo importante per il sistema di comunicazione militare tedesco.
Tradizionalmente a Lolland è diffusa la coltivazione della barbabietola da zucchero.
Il centro principale dell'isola è Nakskov, che conta circa 15 500 abitanti. Altri paesi degni di nota sono Maribo, Sakskøbing (che nel corso del XV secolo per due anni fu la capitale della Danimarca) e Rødby.
I governi di Danimarca e Germania progettano di unire Lolland con l'isola tedesca di Fehmarn per mezzo di un tunnel. Attualmente la Strada Europea E47 che parte da Copenaghen attraversa lo stretto Guldborgsund tra Lolland e Falster grazie ad un moderno tunnel sottomarino, ma termina al porto di Rødby, dove i veicoli vengono imbarcati su traghetti che li trasportano a Fehmarn.
Il Guldborgsund può essere superato anche per mezzo di due ponti, realizzati tra le due isole, che si trovano nella parte settentrionale dello stretto.